# Xã North Homestead, Quận Barton, Kansas
Xã North Homestead (tiếng Anh: North Homestead Township) là một xã thuộc quận Barton, tiểu bang Kansas, Hoa Kỳ. Năm 2010, dân số của xã này là 111 người.